# ブランドン・ポール
ブランドン・ポール（Brandon Paul, 1991年4月30日 - ）は、アメリカ合衆国イリノイ州出身のバスケットボール選手。ポジションはシューティングガード。身長193cm、体重91kg。ハイスクールで2009年のイリノイ全米チームの一員に選ばれ、イリノイ大学に進学し、4シーズンをプレーし、NBAドラフトでは指名を得られなかったが、海外でプロキャリアをスタートさせ、Dリーグで研鑽し、サマーリーグでの活躍によって、NBAのサンアントニオ・スパーズと契約を結んだ。

## 経歴

### ハイスクール
ウォーレン・タウンシップ・ハイスクールでチャック・ラムジーの指導を得てプレーし、AP通信、シカゴ・トリビューン、シカゴ・サンタイムズ、ニュース・ガゼット、イリノイ・バスケットボール・コーチ協会が選んだ2009年のイリノイ全米チームの一員に選ばれた。
| 氏名 | 出身                                                                          | 高校 / 大学                 | 身長               | 体重           | コミット日     |
| --- | ----------------------------------------------------------------------------- | --------------------------- | ------------------ | -------------- | -------------- |
| Brandon Paul SG | Gurnee, IL                                                                    | Warren Township High School | 6 ft 3 in (1.91 m) | 180 lb (82 kg) | 2007年10月11日 |
| Brandon Paul SG | リクルート スターレーティング: Scout: Rivals: 247Sports: N/A ESPNグレード: 91 |                             |                    |                |                |
| 全リクルート順位: Scout: #15 (SG) Rivals: #10 (SG) ESPN: #87 (overall) |                                                                               |                             |                    |                |                |
| - 注意: 多くの場合、Scout、Rivals、247Sports、ESPNの間で身長、体重が一致しない可能性がある。 - これらの場合、平均をとっている。ESPNグレードは100ポイントスケールに基づいている。 出典: - “Illinois Commit List for 2009”. Rivals.com. 2009年4月15日閲覧。 - “Men's Basketball Recruiting”. Scout.com. 2009年4月15日閲覧。 - “ESPN - Illinois Fighting Illini Basketball Recruiting 2009”. ESPN.com. 2009年4月15日閲覧。 - “Scout.com Team Recruiting Rankings”. Scout.com. 2009年4月15日閲覧。 - “2009 Team Ranking”. Rivals.com. 2009年4月15日閲覧。 |                                                                               |                             |                    |                |                |

### カレッジ

#### 1年(フレッシュマン)
2009-10シーズンにイリノイ大学に入学し、1試合平均18.9分出場し、7.8得点、3.1リバウンドを記録した。

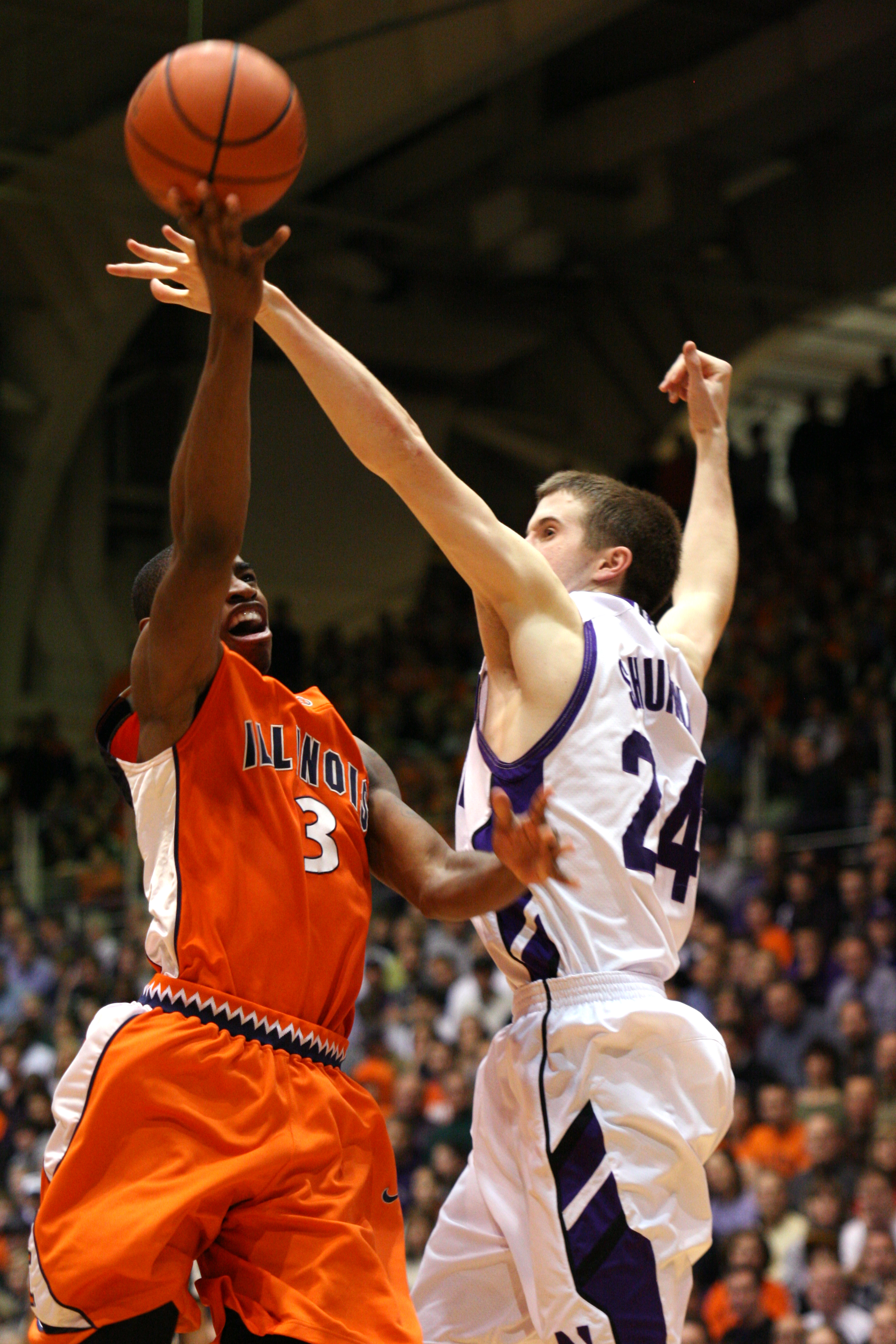
デフェンダーはジョン・シュルナ (2010年1月)

#### 2年(ソフォモア)
2010-11シーズンは全34試合でプレーし、平均22.4分のプレー時間を記録し、重要な貢献者としてプレーした。ゲーム当たり平均9.0ポイントを獲得し、13試合でダブル・ダブルを達成した。1ゲームあたりチームハイの平均1.1スティール、アシストではチーム2番目の平均2.1アシストを記録した 2011年2月13日、パデュー大学に71-80で敗れたが、シーズン・ハイの23ポイントを獲得した。

#### 3年(ジュニア)
2011-12シーズンはフルタイムスターターの役割を果たし、2012年1月10日、全米ランキング3位のオハイオ州立大学戦で43ポイントを獲得し、上位チームをアップセットした。イリノイ大学男子バスケットボール選手が1試合で記録した得点では3位で、スリーポイント8本成功は、最高記録に並んだ。

#### 4年(シニア)
シニアシーズン中、36試合に出場し、平均16.6得点を記録した。2013年3月14日、ビッグ・テン・トーナメントでミネソタ大学との試合で勝利した 。在学中、1500ポイント、500リバウンド、300アシスト、100スティールのキャリアのマイルストーンに到達し、1,654ポイントは学校の歴史の中で8番目の記録を残しカレッジのキャリアを終えた。

### カレッジ成績
| シーズン | チーム       | GP | GS | MPG  | FG%  | 3P%  | FT%  | RPG | APG | SPG | BPG | PPG  |
| -------- | ------------ | -- | -- | ---- | ---- | ---- | ---- | --- | --- | --- | --- | ---- |
| 2009-10  | イリノイ大学 | 36 | 15 | 18.9 | .333 | .279 | .644 | 3.1 | 1.3 | .8  | .1  | 7.8  |
| 2010-11  | イリノイ大学 | 34 | 10 | 22.4 | .399 | .361 | .767 | 3.1 | 2.1 | 1.1 | .4  | 9.0  |
| 2011-12  | イリノイ大学 | 32 | 30 | 33.4 | .392 | .333 | .727 | 4.7 | 2.9 | 1.4 | .8  | 14.7 |
| 2012-13  | イリノイ大学 | 36 | 35 | 32.0 | .401 | .325 | .738 | 4.4 | 2.7 | 1.2 | .6  | 16.6 |

## プロ・キャリア
2013年のNBAドラフトでは指名を得られず、2013年のNBAサマーリーグにミネソタ・ティンバーウルブズから参加した。 2013年8月10日、ロシアのBC ニジニ・ノヴゴロド と契約した。12試合でプレーし、1試合平均13.8分で6.4ポイント、2.7リバウンド、0.5スティールを記録した後、2014年2月に、ロシアを離れ、米国に戻った2014年2月27日に、Dリーグのカントン・チャージ に入団した。2014年3月14日、シーズン終了となる負傷のために解雇された 
2014年11月2日、カントン・チャージ再加入したが2015年4月4日に、怪我のために残りのシーズンをインアクティブリストに置かれ、2日後に解雇された
2015年9月14日、スペインのクラブホベントゥート・バダローナに入団し、出場33試合の内、25試合に先発し、1試合平均13得点してチームに貢献した。
シャーロット・ホーネッツ、及びフィラデルフィア・76ersから、2016 NBAサマーリーグに参加し。2016年7月25日にシクサーズと契約したが、プレシーズンゲーム4試合に出場した後、10月24日にウェイブされた。2016年12月13日、トルコのアナドル・エフェスSKと2016-17シーズンの残りの期間に契約した。
2017年7月、オーランドのサマーリーグにダラス・マーベリックスから、ラスベガスのサマーリーグにはクリーブランド・キャバリアーズから参加し、フィールドゴール成功率、47.12％で平均15.6得点、5.3リバウンド、2.7アシスト、1.7スティールを記録した。2017年7月14日、サンアントニオ・スパーズと契約した。

### サンアントニオ・スパーズ
2017年10月18日、ミネソタ・ティンバーウルブズ戦でNBA公式戦に初出場した。続く10月26日のマイアミ・ヒート戦で初得点を上げ7得点を記録し、10月30日のボストン・セルティックス戦では、チームハイとなる18得点を記録し、併せて5リバウンドを記録し、いずれもキャリアハイを更新した。
2018年7月31日にウェイブされた。

## 個人成績

### Euroleague
| シーズン | チーム               | GP | GS | MPG | FG%  | 3P%  | FT%  | RPG | APG | SPG | BPG | PPG | PIR |
| -------- | -------------------- | -- | -- | --- | ---- | ---- | ---- | --- | --- | --- | --- | --- | --- |
| 2016–17  | アナドル・エフェスSK | 23 | 0  | 8.6 | .388 | .415 | .703 | 1.0 | .6  | 1.0 | .3  | 8.6 | 5.8 |

### NBA regular season
| シーズン | チーム | GP | GS | MPG | FG%  | 3P%  | FT%  | RPG | APG | SPG | BPG | PPG |
| -------- | ------ | -- | -- | --- | ---- | ---- | ---- | --- | --- | --- | --- | --- |
| 2017–18  | SAS    | 64 | 2  | 9.0 | .433 | .278 | .512 | 1.1 | .6  | .4  | .1  | 2.3 |
| Career   | Career | 64 | 2  | 9.0 | .433 | .278 | .512 | 1.1 | .6  | .4  | .1  | 2.3 |

## 脚註
1. ↑  “Brandon-Paul”.   draftexpress.com (2013年). 2017年7月15日閲覧。
2. ↑  “Illini Basketball: Brandon Paul to be named Mr. Basketball in Illinois”. IllinoisLoyalty.com (2009年4月1日). 2013年8月10日閲覧。
3. ↑  “Player Bio: Brandon Paul”. FightingIllini.com. 2014年11月3日時点のオリジナルよりアーカイブ。2013年8月10日閲覧。
4. ↑  “JaJuan Johnson, E'Twaun Moore combine for 44 as Purdue handles Illinois”. ESPN.com. (2011年2月13日) 2012年1月11日閲覧。
5. ↑  “Brandon Paul scores a career-high 43 to fuel Illinois' upset of Ohio State”. ESPN.com (2012年1月11日). 2012年1月11日閲覧。
6. ↑  Hoemann, Darrell (2013年3月14日). “Illinois defeats Minnesota in Chicago”. News-Gazette.com. 2016年10月29日閲覧。
7. ↑  “Timberwolves Announce 2013 Summer League Roster”. CBSLocal.com (2013年7月9日). 2016年10月29日閲覧。
8. ↑  “Nizhny Novgorod announced Brandon Paul”. Sportando.com (2013年8月10日). 2013年8月10日閲覧。
9. 1 2  “Charge Acquire Brandon Paul”. NBA.com (2014年2月27日). 2016年9月10日時点のオリジナルよりアーカイブ。2014年2月27日閲覧。
10. ↑  “Charge Acquire Anthony Harris”. NBA.com (2014年3月14日). 2016年9月10日時点のオリジナルよりアーカイブ。2014年3月14日閲覧。
11. ↑  “2014-15 Canton Charge Training Camp Roster”. NBA.com (2014年11月2日). 2015年12月20日時点のオリジナルよりアーカイブ。2014年11月2日閲覧。
12. ↑  “Michael Dunigan Returns to Charge”. OurSportsCentral.com (2015年4月4日). 2015年4月4日閲覧。
13. ↑  “FIATC Joventut Badalona lands Brandon Paul”. Sportando.com (2015年9月14日). 2015年9月14日閲覧。
14. 1 2  “Sixers Sign Brandon Paul”. NBA.com (2016年7月25日). 2016年7月25日閲覧。
15. ↑  “Hornets Announce 2016 Orlando Pro Summer League Roster”. NBA.com (2016年6月27日). 2016年10月29日閲覧。
16. ↑  Sill, Eliot (2016年7月7日). “REPORT: Brandon Paul to join Ben Simmons, Sixers for Las Vegas Summer League”. TheChampaignRoom.com.   SB-Nation. 2016年10月29日閲覧。
17. ↑  “Sixers Waive Five Players”. NBA.com (2016年10月24日). 2016年10月29日閲覧。
18. ↑  “Anadolu Efes Istanbul lands Brandon Paul to replace Bryce Cotton”. Sportando.com (2016年12月13日). 2016年12月13日閲覧。
19. ↑  “Cavs Announce MGM Resorts NBA Summer League 2017 Roster”. NBA.com. (2017年7月5日) 2017年7月11日閲覧。
20. ↑  Vainisi, Jim (2017年7月13日). “San Antonio Spurs sign former Illinois Basketball star Brandon Paul”.   SB Nation. 2017年7月13日閲覧。
21. ↑  “SPURS SIGN BRANDON PAUL”. NBA.com (2017年7月14日). 2017年7月14日閲覧。
22. ↑  “Aldridge's double-double leads Spurs by Timberwolves, 107-99”. ESPN.com (2017年10月18日). 2017年10月18日閲覧。
23. ↑  “Celtics beat Spurs 108-94”. ESPN.com (2017年10月30日). 2017年10月30日閲覧。
24. ↑  “Brandon Paul”.   sports.yahoo.com (2017年11月6日). 2017年11月6日閲覧。
25. ↑  “SPURS WAIVE BRANDON PAUL”.   NBA.com (2018年7月31日). 2018年8月1日閲覧。